# خاوی لوپز (بازیکن فوتبال، زاده ۱۹۹۰)
خاوی لوپز (انگلیسی: Javi López؛ زادهٔ ۱۶ اکتبر ۱۹۹۰) بازیکن فوتبال اهل اسپانیا است.
از باشگاه‌هایی که در آن بازی کرده‌است می‌توان به باشگاه فوتبال کوردوبا اشاره کرد.